# Peter Price
Peter Nicholas Price (ur. 19 lutego 1942 w Aberdare) – brytyjski polityk i prawnik, poseł do Parlamentu Europejskiego I, II i III kadencji.

## Życiorys
Uczył się w Royal Grammar School w Worcester. Ukończył studia prawnicze na University of Southampton, kształcił się podyplomowo w zakresie prawa unijnego w King’s College London. Uzyskał uprawnienia solicitora, przez wiele lat praktykował w tym zawodzie. Zajmował się także dziennikarstwem prasowym i telewizyjnym, przez dwa lata prezentował radiowy program informacyjny.
Od lat 50. działał w Partii Konserwatywnej, zajmując różne stanowiska. W 1979, 1984 i 1989 wybierany posłem do Parlamentu Europejskiego. Przystąpił do frakcji Europejscy Demokraci, w 1992 wraz z nią dołączył do Europejskiej Partii Ludowej (Chrześcijańskich Demokratów). Kierował m.in. Komisją ds. Kontroli Budżetu. W 1997 przeszedł do Liberalnych Demokratów.
Po 1994 zajął się doradztwem w zakresie spraw europejskich, w tym kierowaniem projektami unijnymi. Zasiadał w radach i zarządach różnych organów zajmujących się m.in. audytem oraz samorządnością w Walii. Przez dwanaście lat był sędzią trybunału ds. zatrudnienia. Działał w różnych organizacjach, m.in. w krajowych władzach Family Planning Association oraz jako członek Chatham House.